# Iso-Syöte
Iso-Syöte ist das südlichste Fjell Finnlands mit einer Höhe von 432 m mit einem beliebten Ski-Gebiet, das 2017 und 2018 zum besten finnischen Ski-Gebiet gewählt wurde.

## Lage
Iso-Syöte liegt auf dem Gebiet der Gemeinde Pudasjärvi im Nationalpark Syöte, rund 160 Kilometer südöstlich von Rovaniemi und rund 140 Kilometer nordöstlich von Oulu.

## Galerie

Skigebiet in Iso-Syöte
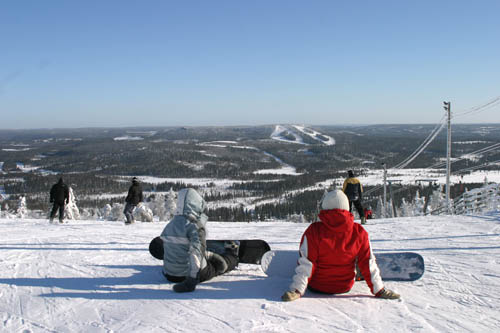
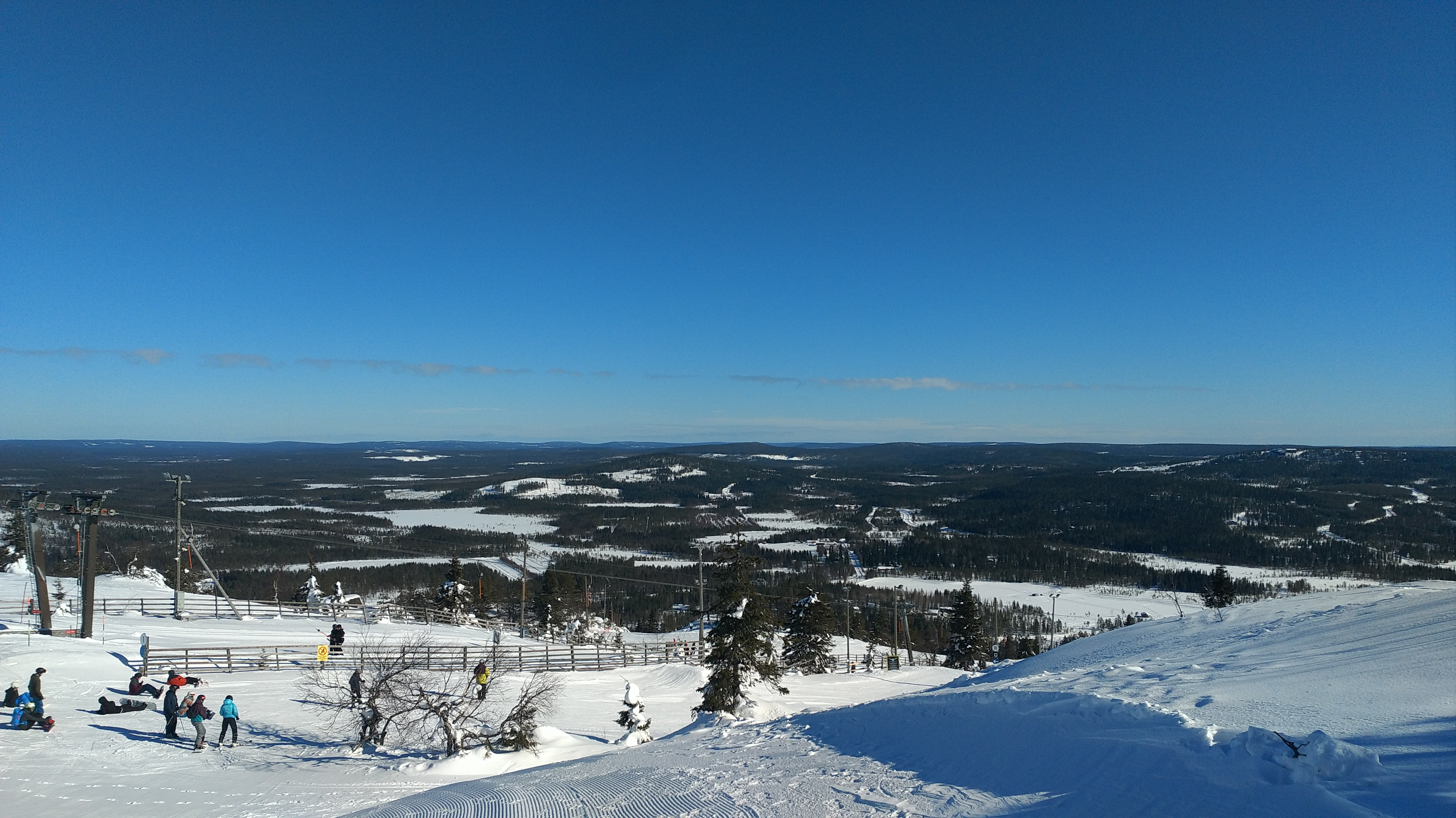
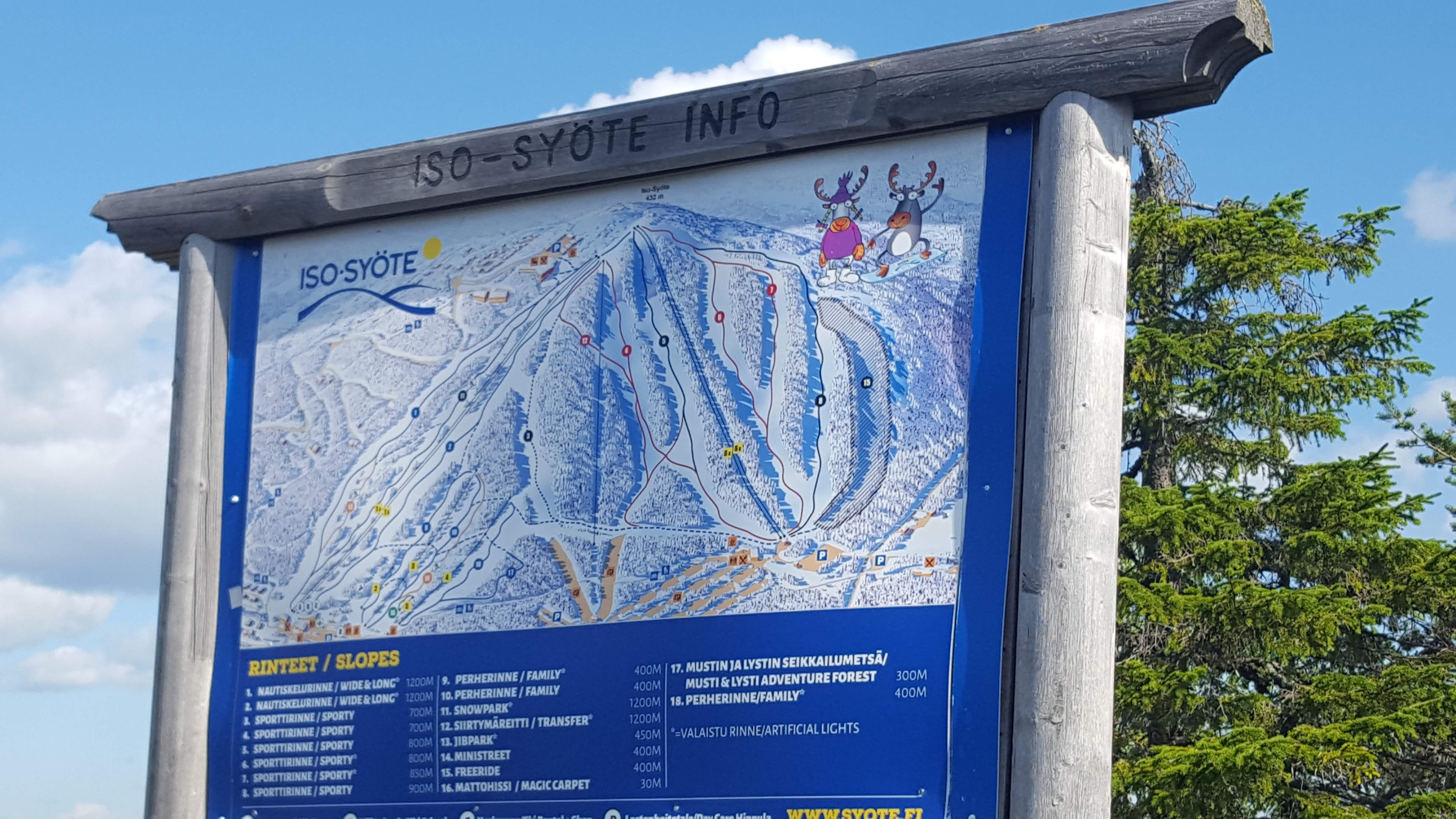